# Alejandro de la Madrid
Alejandro de la Madrid (Cidade do México, 23 de março de 1977) é um ator mexicano.

## Filmografia

### Televisão
| Ano       | Titulo                               | Personagem                  | Notas                                                          |
| --------- | ------------------------------------ | --------------------------- | -------------------------------------------------------------- |
| 2000      | Locura de amor                       | Paco Ruelas                 |                                                                |
| 2000      | Carita de ángel                      | Jordy                       |                                                                |
| 2001      | Amigas y rivales                     | Rolando                     |                                                                |
| 2001–2006 | Mujer, casos de la vida real         | Vários                      | 24 episódios                                                   |
| 2004      | Tormenta de Pasiones                 | Gerardo / Alberto           |                                                                |
| 2004–2005 | Luna, la heredera                    | Rodrigo Lombardo Villaverde |                                                                |
| 2007      | Decisiones                           | Salomón                     | Episódio: Mecanismo ilusión                                    |
| 2007      | Sin vergüenza                        | Rafael Valdez               |                                                                |
| 2007–2008 | Palabra de mujer                     | Adrián Vallejo              |                                                                |
| 2008–2009 | Un gancho al corazón                 | Ricardo                     |                                                                |
| 2008–2010 | Mujeres asesinas                     | MarcosHernán                | Episódio: "Patricia, vengadora"Episodio: "Marta, manipuladora" |
| 2009      | Tiempo final                         | Tomás                       | Episódio: Cumpleaños                                           |
| 2010      | Gritos de muerte y libertad          | Capitão Ulibarry            | Episódio: "El triunfo del temple"                              |
| 2011      | Amar de nuevo                        | Alejandro                   |                                                                |
| 2011      | El equipo                            | Santana                     |                                                                |
| 2011      | Como dice el dicho                   | Alfonso                     | Episódio: "Las mentiras tienen las piernas cortas: Part 2"     |
| 2013      | Fortuna                              | Roberto Altamirano          |                                                                |
| 2014–2016 | El Señor de los Cielos               | Ignacio Miravalle           | Recorrente (temporadas 2–4); 214 episódios                     |
| 2014–2015 | Amor sin reserva                     | Jesús Zambrano              |                                                                |
| 2016      | El hotel de los secretos             | Alfredo Vergara             |                                                                |
| 2016–2017 | Perseguidos                          | Agente Raúl Uribe           |                                                                |
| 2017      | Guerra de ídolos                     | Rafael Zabala               |                                                                |
| 2018      | José José, el príncipe de la canción | José José                   |                                                                |
| 2019      | Preso No. 1                          | Bautista Fernández          |                                                                |
| 2019      | Claramente                           | Emiliano Solís              |                                                                |
| 2021      | Monarca                              | Ignacio Urrutia             |                                                                |
| 2021      | Te acuerdas de mí                    | Julio Gamboa                |                                                                |
| 2021      | La templanza                         | Andrade                     |                                                                |
| 2021      | No fue mi culpa: México              | Adán                        | Episódio: "Rosaura"                                            |
| 2022      | La rebelión                          | Mauricio                    |                                                                |
| 2023      | Madre de alquiler                    | Arturo Lemus                |                                                                |
| 2024      | Marea De Pasiones                    | Zaid Espino                 |                                                                |
| 2024      | ¿Quién Es La Máscara?                | Ele mesmo (Pepe Nador)      | Temporada 6                                                    |
| 2024      | Lalola                               | Gastón Estrada              |                                                                |

### Cinema
| Ano  | Título                 | Personagem      | Notas          |
| ---- | ---------------------- | --------------- | -------------- |
| 2003 | Sin ton ni Sonia       | Ajudante 1      |                |
| 2009 | El cártel              | Oficial Solana  |                |
| 2010 | Noche sin luna         | Julio Hernández | Curta-metragem |
| 2014 | Qué le dijiste a Dios? | Héctor          |                |
| 2014 | Dos                    | Francisco       | Curta-metragem |
| 2014 | Cuatro lunas           | Andrés          |                |
| 2023 | Me vuelves loca        | Mario           |                |